# Wilhelmine Reichard
Johanne Wilhelmine Siegmundine Reichard (Braunschweig, 2 april 1788 - Freital, 23 februari 1848) was de eerste Duitse vrouwelijke ballonvaarder.

## Biografie
Wilhelmine Reichard was getrouwd met de scheikundige Johann Carl Gottfried Reichard. Ze legde zich toe op de ballonvaart in navolging van Sophie Blanchard. Ze maakte haar eerste ballonvaart op 6 augustus 1807. In totaal zou ze in de periode tussen 1811 en 1820 zeventien keer een ballonvaart maken, maar het duurde pas tot 1816 totdat haar activiteiten door de kranten werden opgepikt. Zo werd vermeld dat bij haar laatste reis onder meer prins Willem van Pruisen en Karel van Mecklenburg aanwezig waren.
In 1818 maakte Reichard samen een ballonvaart bij Aken, waarop dat een congres plaatsvond van de Quadruple Alliantie. Op datzelfde moment waagde ook haar concurrente Élisa Garnerin een poging om met haar luchtballon over de hoogwaardigheidsbekleders heen te vliegen, maar haar poging faalde. Vanuit de ballon wierp ze bloemen op de verzamelde vorsten neer en strooide ze met pamfletten waar een vredesgedicht op te lezen was.
Waarschijnlijk vond Reichards laatste ballonvaart plaats in oktober 1820 bij München waar ze tot een hoogte van 3000 voet wist te stijgen. In 1821 richtte haar echtgenoot een chemische fabriek op in de plaats Döhlen, in de gemeente Freital. Zij leverde een belangrijke financiële bijdrage aan de oprichting van deze fabriek door het geld dat ze had bijeengebracht met haar ballonvaarten. Ze zou tot aan haar dood in 1848 in Döhlen blijven wonen.